# 黃馨祥
黃馨祥（英語：Patrick Soon-Shiong，1952年7月29日—），是出生於南非的华人企業家、慈善家和醫生。富比士2013年億萬富翁列表将他列為美國第48名億萬富翁、世界第145名億萬富翁。
2018年黃馨祥出资五亿美元买下了洛杉矶时报、圣地亚哥联合论坛报等美国南加州报纸。

## 姓名
黃馨祥常会被中文媒体误称为“陈颂雄”。当年他的父亲自广东台山移民至南非，按中文的“姓前名后”的顺序填写姓名。南非以西式“名前姓后”为序，结果「Soon-Shiong」（馨祥）被阴差阳错地当做了整个家族的姓氏。后来他的家族均使用「Soon-Shiong」为英文姓氏。他的英文名最后成了“Patrick Soon-Shiong”，其原本的姓氏“黃”一般不提及。
他成为富翁之后，和他的华裔美籍妻子米歇爾·B·陳建立了“陈馨祥家庭基金会”（Chan Soon-Shiong Family Foundation）。中文媒体将“Chan Soon-Shiong”的名称音译为中文“陈颂雄”，并将此当成黃馨祥的名字，将“陈”误做其姓。由于他不会说中文，也几乎不和中文媒体直接接触，该错误被以讹传讹。

## 生平小傳
黃馨祥出生於南非伊莉莎白港，父親黃兆君為廣東客家人，生於梅縣，後移居台山並以中醫為業，在二戰期間為避日本侵略隻身逃難南非；母親為南非當地華人熊清雲，為其父第二任妻子，婚後育有九男一女，較為有名的有三哥黃萬祥（Terrence Soon-Shiong）。其父在華時於首段婚姻育有一女，為其同父異母胞姐黃清蘭。黃馨祥曾就讀南非國內的金山大學，隨後也在加拿大的英屬哥倫比亞大學和美國的加州大學洛杉磯分校進修。他在美國創辦Abraxis BioScience製藥公司，並於2010年出售此公司，成為億萬富翁。
黃馨祥曾於兩年內向加州聖塔莫尼卡的聖約翰醫院（Saint John's Health Center）捐款合共1億美元。